# Ida de Nijs
Ida de Nijs (Beverwijk, 29 juni 1959) is een Vlaams zangeres. Ze is geboren in Nederland maar woont sinds 2003 in België. Ze zingt zowel in het Vlaams als in het Standaardnederlands.

## Biografie
Ida de Nijs startte haar professionele zangcarrière in 2015. Haar eerste album, Tussen Amsterdam en Brussel, nam ze in 2016 op in de ACE studio bij Frank Van Bogaert. Hij produceerde dit album samen met Marty Townsend. DJ Rudi Van Vlaanderen, toen werkzaam bij FamilyRadio, nodigde haar uit het hele album samen met hem te komen presenteren en kan dus als haar "ontdekker" worden benoemd. De Nijs' eerste videoclip, Als je ooit, werd vertoond bij MENT TV en vanaf dan ging het snel. Voor haar tweede album Zandloper werd ze in 2017, samen met Dana Winner en Lisa del Bo, genomineerd voor een Loftrompet voor beste Vlaamse zangeres. Ze won deze prijs niet, maar wel de Loftrompet in de categorie "Verrassing van 2017". De Nijs promootte het album door in oktober 2017 gedurende een week elke dag een nummer van het album te presenteren voor Radio 2.
De Nijs scoorde diverse hits in de Vlaamse Top 50. In november 2019 bracht ze haar derde album uit, getiteld Uit de schaduw. Dit album werd, net als de voorganger Zandloper, uitgeroepen tot "Cd van de week" door zowel NPO Radio 5 in Volgspot als door Radio 2 in Bene Bene. In december 2021 verscheen haar vierde album Het kruipt erin. Twee jaar later, in december 2023, volgde een album met kerstrepertoire.
Voor haar albums werkt De Nijs samen met verschillende singer-songwriters zoals:
- Kris De Bruyne
- Sabien Tiels
- Udo
- Belinda Meuldijk
- Bart Herman
- Kees Koek
- Maarten Peters

## Discografie

### Albums
- Tussen Amsterdam en Brussel (2016)
- Zandloper (2017)
- Uit de schaduw (2019)
- Het kruipt erin (2021)
- Mijn kerstwens (2023)

### Singles (hitnoteringen)
| Single met hitnotering(en) in de Vlaamse Ultratop 50 | Datum van verschijnen | Datum van binnenkomst | Hoogste positie | Aantal weken | Opmerkingen                 |
| ---------------------------------------------------- | --------------------- | --------------------- | --------------- | ------------ | --------------------------- |
| Schuilen                                             | 2016                  | 18-06-2016            | tip             | -            | Nr. 38 in de Vlaamse Top 50 |
| Als het golft                                        | 2016                  | 10-09-2016            | tip             | -            | Nr. 39 in de Vlaamse Top 50 |
| Amsterdam                                            | 2016                  | 05-11-2016            | tip             | -            | Nr. 32 in de Vlaamse Top 50 |
| Van jou                                              | 2017                  | 11-03-2017            | tip             | -            | Nr. 33 in de Vlaamse Top 50 |
| Hou me eens vast                                     | 2017                  | 16-09-2017            | tip             | -            | Nr. 26 in de Vlaamse Top 50 |
| De schaduw van jou                                   | 2017                  | 14-10-2017            | tip             | -            | Nr. 30 in de Vlaamse Top 50 |
| Alles verandert                                      | 2017                  | 28-10-2017            | tip: 32         | -            | Nr. 11 in de Vlaamse Top 50 |
| Je bent alles                                        | 2017                  | 23-12-2017            | tip             | -            | Nr. 41 in de Vlaamse Top 50 |
| Alsof je bij me bent                                 | 2018                  | 10-02-2018            | tip             | -            | Nr. 25 in de Vlaamse Top 50 |
| De cirkel is rond                                    | 2018                  | 12-05-2018            | tip             | -            | Nr. 38 in de Vlaamse Top 50 |
| Zandloper (Marty's song)                             | 2018                  | 18-08-2018            | tip             | -            | Nr. 30 in de Vlaamse Top 50 |
| Hou maar op, het komt nooit goed                     | 2018                  | 06-10-2018            | tip             | -            | Nr. 31 in de Vlaamse Top 50 |
| Het leven is zo mooi, leef het niet alleen           | 2018                  | 05-01-2019            | tip             | -            | Nr. 27 in de Vlaamse Top 50 |
| Almaz                                                | 2019                  | 04-05-2019            | tip             | -            | Nr. 37 in de Vlaamse Top 50 |
| Ga ik ooit...?                                       | 2019                  | 14-09-2019            | tip             | -            | Nr. 29 in de Vlaamse Top 50 |
| Alleen                                               | 2019                  | 09-11-2019            | tip             | -            | Nr. 26 in de Vlaamse Top 50 |
| Wereldreis                                           | 2019                  | 04-01-2020            | tip: 16         | -            | Nr. 16 in de Vlaamse Top 50 |
| Hoop                                                 | 2020                  | 27-06-2020            | tip             | -            | Nr. 46 in de Vlaamse Top 50 |
| Het heeft zo moeten zijn                             | 2020                  | 05-09-2020            | tip: 47         | -            | Nr. 21 in de Vlaamse Top 50 |
| Eindbestemming                                       | 2021                  | 23-01-2021            | tip: 46         | -            | Nr. 26 in de Vlaamse Top 50 |

### Overige singles
- Als je ooit (2016)
- Brussel (2017)
- Hou me vast zolang ik leef (2021) (Nr. 36 in de Vlaamse Top 50)
- Zomeravond (2021)
- Voelen dat ik leef (2021)
- Alsof ik Vlaamse ben (2022)
- Het kruipt erin (2022)
- Geen kind meer (2022)
- Heb het leven lief (2023)
- Nu nog steeds (2023)
- Rust (2023)
- Jij maakt mij ademloos (2024)